# Serradilla del Llano
Serradilla del Llano è un comune spagnolo di 241 abitanti situato nella comunità autonoma di Castiglia e León.